# 利夫里加尔冈
利夫里加尔冈（法語：Livry-Gargan，法語發音：[livʁi ɡaʁgɑ̃] ⓘ），法国中北部城市，法兰西岛大区塞纳-圣但尼省的一个市镇，隶属于勒兰西区，其市镇面积为7.38平方公里，2022年1月1日时人口数量为46,507人，在法国城市中排名第154位。
利夫里加尔冈位于塞纳-圣但尼省东部，是巴黎东部的一个郊区卫星城。

## 地名来源
“利夫里加尔冈”一名自1912年起成为当地的官方名称，该名称包括“利夫里”和“加尔冈”两部分，其中“利夫里”来自古罗马人物利贝里乌斯，后者为高卢大区的统治者；而“加尔冈”则来源于工业家路易-格扎维埃·加尔冈，后者是邦迪－欧奈苏布瓦铁路的设计师。

## 历史

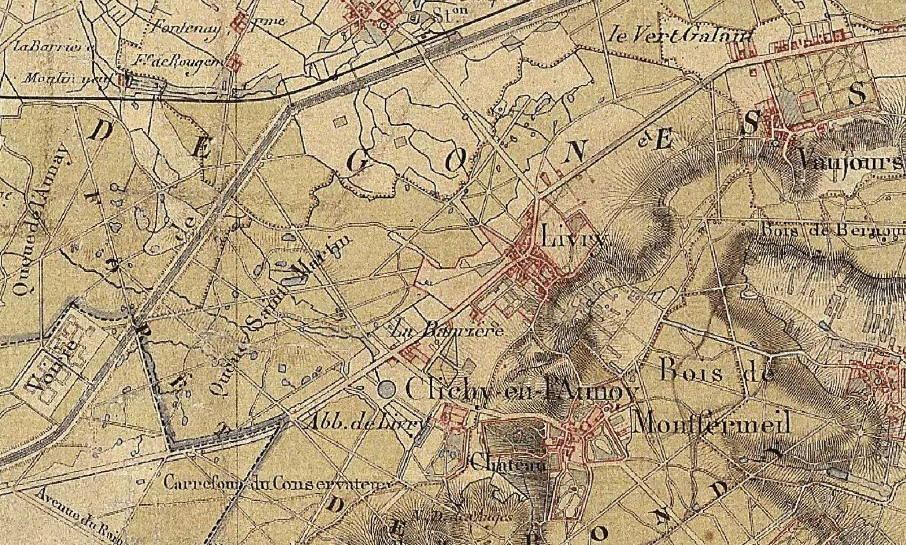
19世纪末利夫里地图

利夫里加尔冈附近的邦迪等地曾有出土高卢时期的文物。中世纪时期，利夫里加尔冈长期为一处封建领地。17世纪时，塞维涅夫人曾长居于此。法国大革命后，利夫里加尔冈成为塞纳-瓦兹省的一个市镇，彼时，当地人口数量不足一千。工业革命期间，工业家路易-格扎维埃·加尔冈在此创办了一处钢铁厂，并主持修建了邦迪－欧奈苏布瓦铁路，这使得利夫里的人口数量快速增加。19世纪末，利夫里市政府曾打造其境内的温泉，但因泉水本身规模较小而未能大规模开发。1912年，利夫里更今名。1968年，利夫里划至新成立的塞纳-圣但尼省内。

## 地理

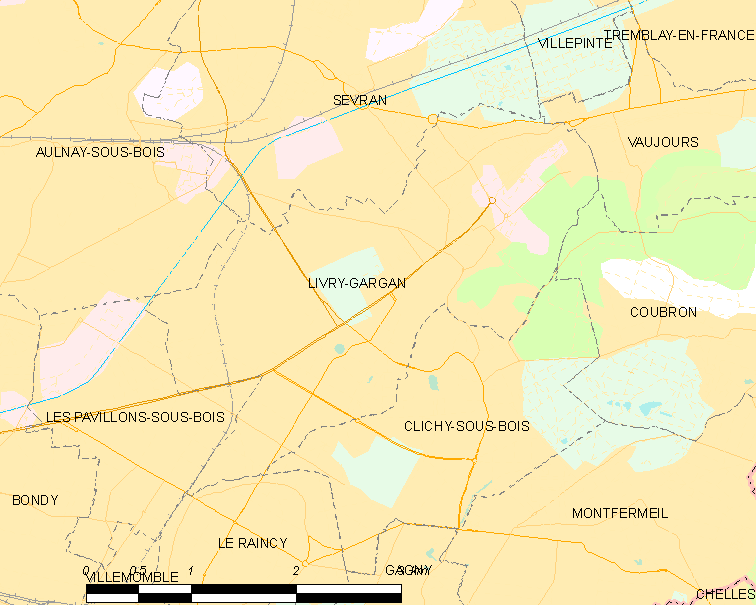
利夫里加尔冈市镇范围地图

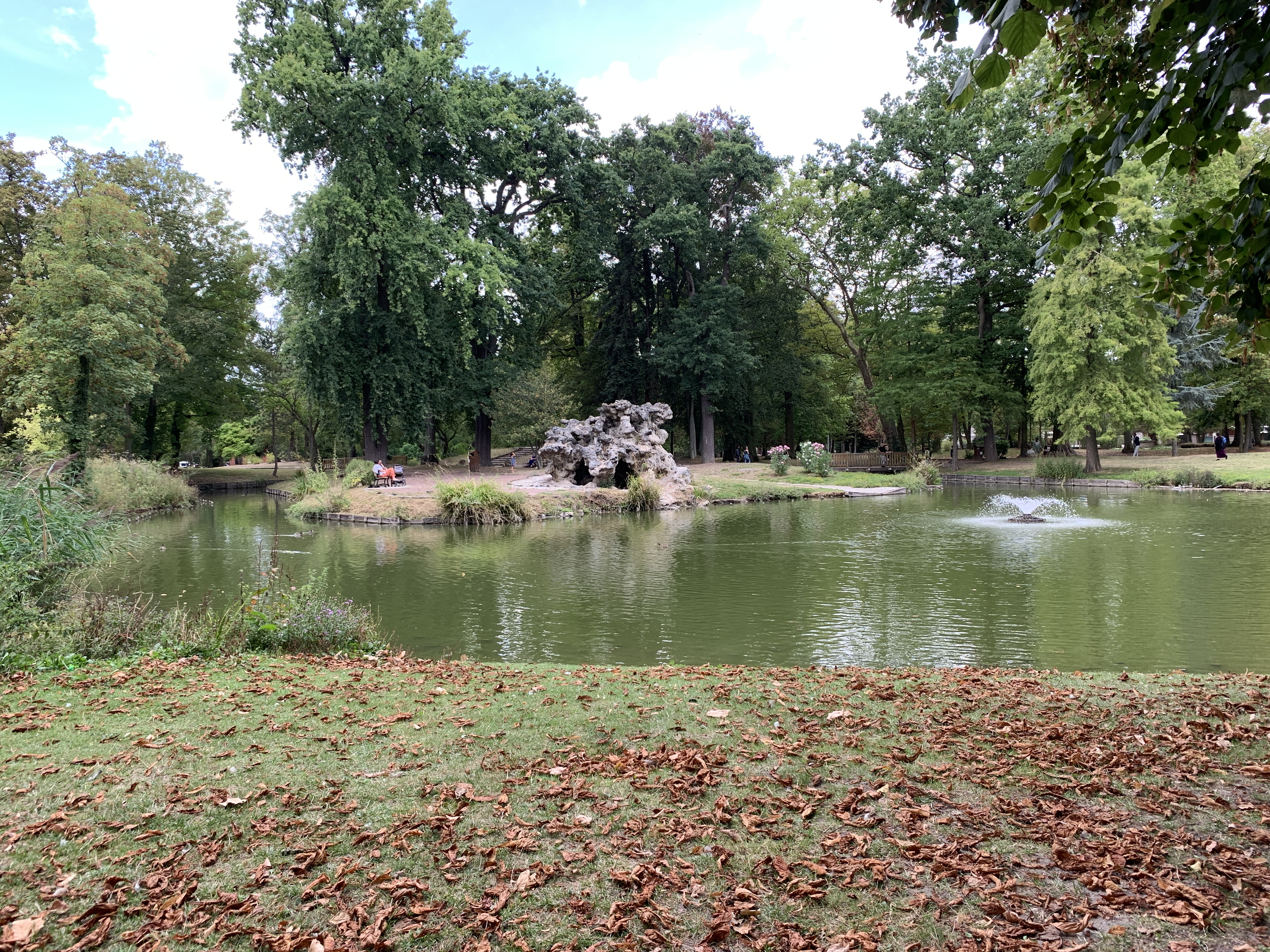
勒费夫尔公园

利夫里加尔冈位于法国中北部，法兰西岛大区中北部和塞纳-圣但尼省东部，距离省会博比尼大约7.5公里，距离巴黎庞坦门大约12公里。与利夫里加尔冈接壤的市镇包括：莱帕维永苏布瓦、勒兰西、克利希苏布瓦、库布龙、沃茹尔、塞夫朗、欧奈苏布瓦。

### 地形
利夫里加尔冈位于巴黎盆地腹地，境内以平原为主，市镇中心地势较为平坦，东部略有起伏，全境海拔在54到125米之间。

### 水文
利夫里加尔冈属于塞纳河流域，市中心有人工挖掘的“塞维涅湖”（Lac Sévigné）。

### 植被
利夫里加尔冈属于温带落叶林区，市区内的主要绿地公园包括勒费夫尔公园（Parc Lefèvre）、樊尚·奥里奥尔公园（Parc Vincent-Auriol）等，均常年免费向公众开放。
在鲜花城市的评比中，利夫里加尔冈被评为4星级（最高级）鲜花城市。

### 气候
利夫里加尔冈在柯本气候分类法中属于温带海洋性气候。

## 行政区划
利夫里加尔冈是法国法兰西岛大区塞纳-圣但尼省的一个市镇，编号为93046。利夫里加尔冈隶属于勒兰西区，隶属于塞纳-圣但尼省第十二选区，管理利夫里加尔冈县，同时也是大巴黎都会区以及大巴黎-大东部公共土地管理局的组成部分。
利夫里加尔冈市镇被划为五个街区，并实行街区自治制度。
法国国家统计与经济研究所（简称）在进行数据统计时，将利夫里加尔冈划入大巴黎都会区，并将包括蒙特勒伊在内的1,794个市镇设为巴黎城市区。自2020年起，巴黎城市区被包含1,929个市镇的巴黎城市辐射区代替。此外，还将利夫里加尔冈市镇分为了18个“块区”（IRIS），以便于统计人口分布情况。

## 交通

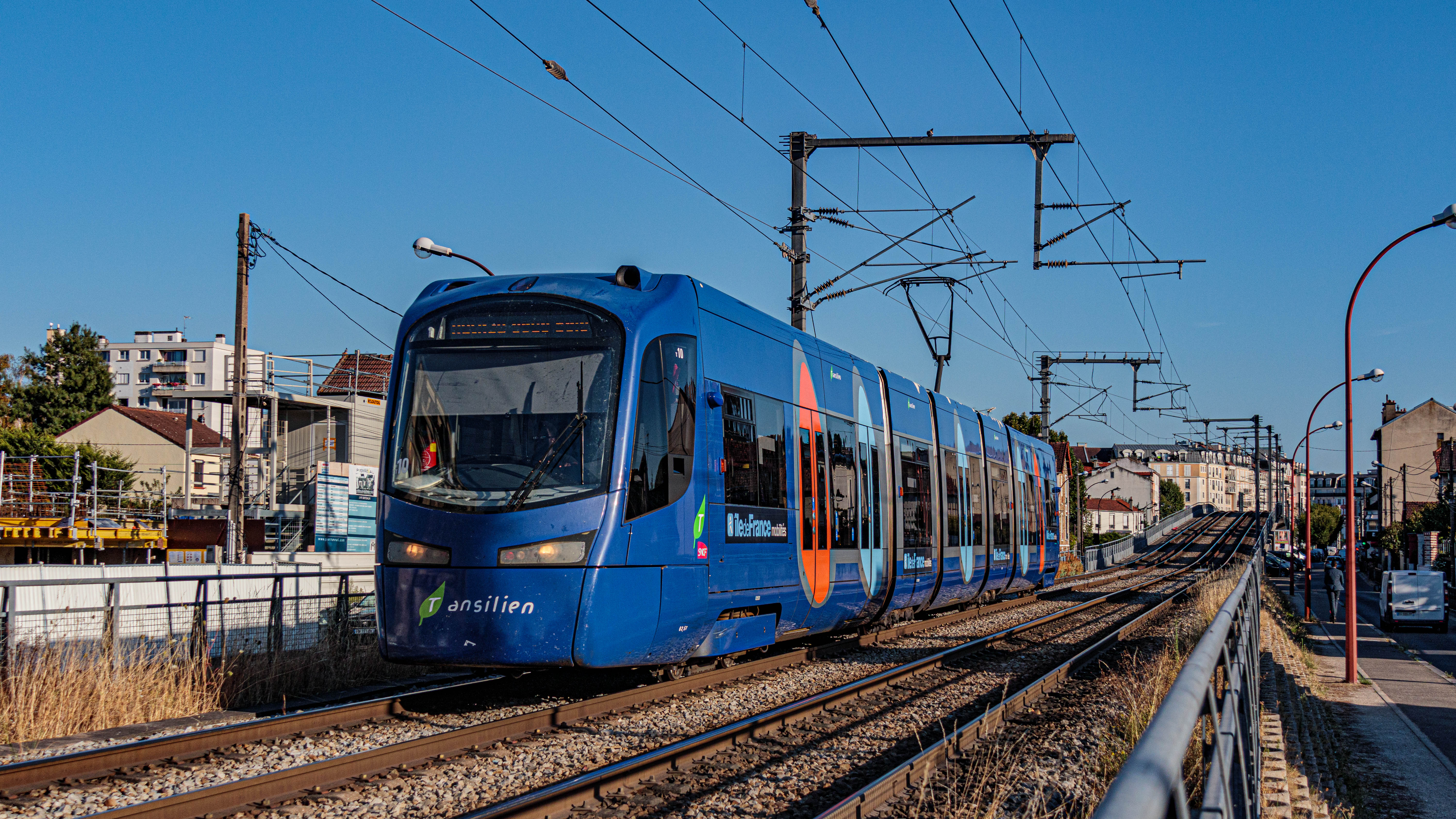
法兰西岛有轨电车4号线

### 公路
法国国道N3线、N370线和N403线在利夫里加尔冈境内交汇，当地的道路大部分已完成城市化改造，配套有照明、排水等设施。
2017年，75.1%的利夫里加尔冈家庭拥有至少一辆私人汽车。2019年，利夫里加尔冈境内共发生各类交通事故93起，造成1人遇难，127人受伤。

### 对外交通
距离利夫里加尔冈最近的长途汽车站、长途客运铁路车站和民用航空站分别为巴尼奥莱门汽车站、巴黎东站和巴黎戴高乐机场，距离利夫里加尔冈市中心的公路里程分别为约13公里、14.6公里和14.5公里。

### 城市公共交通
| 途经利夫里加尔冈境内的主要公共交通线路 |              | |
| 类型                                   | 运营商       | 线路 |
| 有轨电车                               | RATP         | - ：邦迪站 ↔ 亨利·塞利耶高级中学 ↔ 修道院 ↔ 欧奈苏布瓦站 - ：邦迪站 ↔ 共和国-马克斯·多尔穆瓦 ↔ 莱昂·布吕姆 ↔ 蒙费梅伊医院 |
| 公共汽车                               | RATP         | - 146：快铁勒布尔歇站 ↔ 巴勃罗·毕加索站 ↔ 共和国-马克斯·多尔穆瓦 ↔ 莱昂·布吕姆 ↔ 蒙费梅伊-莱博斯凯 - 147：庞坦教堂 ↔ 邦迪桥 ↔ 利夫里加尔冈市政府 ↔ 快铁塞夫里-利夫朗站 ↔ 利夫朗-龙萨尔大街 - 234：欧贝维利耶城塞 ↔ 巴勃罗·毕加索站 ↔ 利夫里加尔冈市政府                  |
| 公共汽车                               | transdev TRA | - 605：欧奈苏布瓦火车站 ↔ 塞夫朗-利夫里火车站 ↔ 利夫里加尔冈市政府 ↔ 勒兰西-维勒蒙布勒-蒙费梅伊火车站 - 613：欧奈苏布瓦火车站 ↔ 夏尔·戴高乐 ↔ 谢勒-古尔奈火车站 - 623：塞夫朗-利夫里火车站 ↔ 圣母教堂 ↔ 加尼火车站 - 644：沃茹尔-亨利四世初级中学 ↔ 夏尔·戴高乐 ↔ 古滕堡 |
| 公共汽车                               | TVF          | - 8：巴勃罗·毕加索站 ↔ 利夫里加尔冈市政府 ↔ 克莱-苏伊-市政府/莫城站 |
| 公共汽车                               | Fort         | - Navette：利夫里加尔冈市政府（区域环线） |
| 公共汽车                               | (N)          | - N41：巴黎东站 ↔ 利夫里加尔冈市政府 ↔ 维勒帕里西-新米特里站 |
| 1.                                     |              | |

## 政治

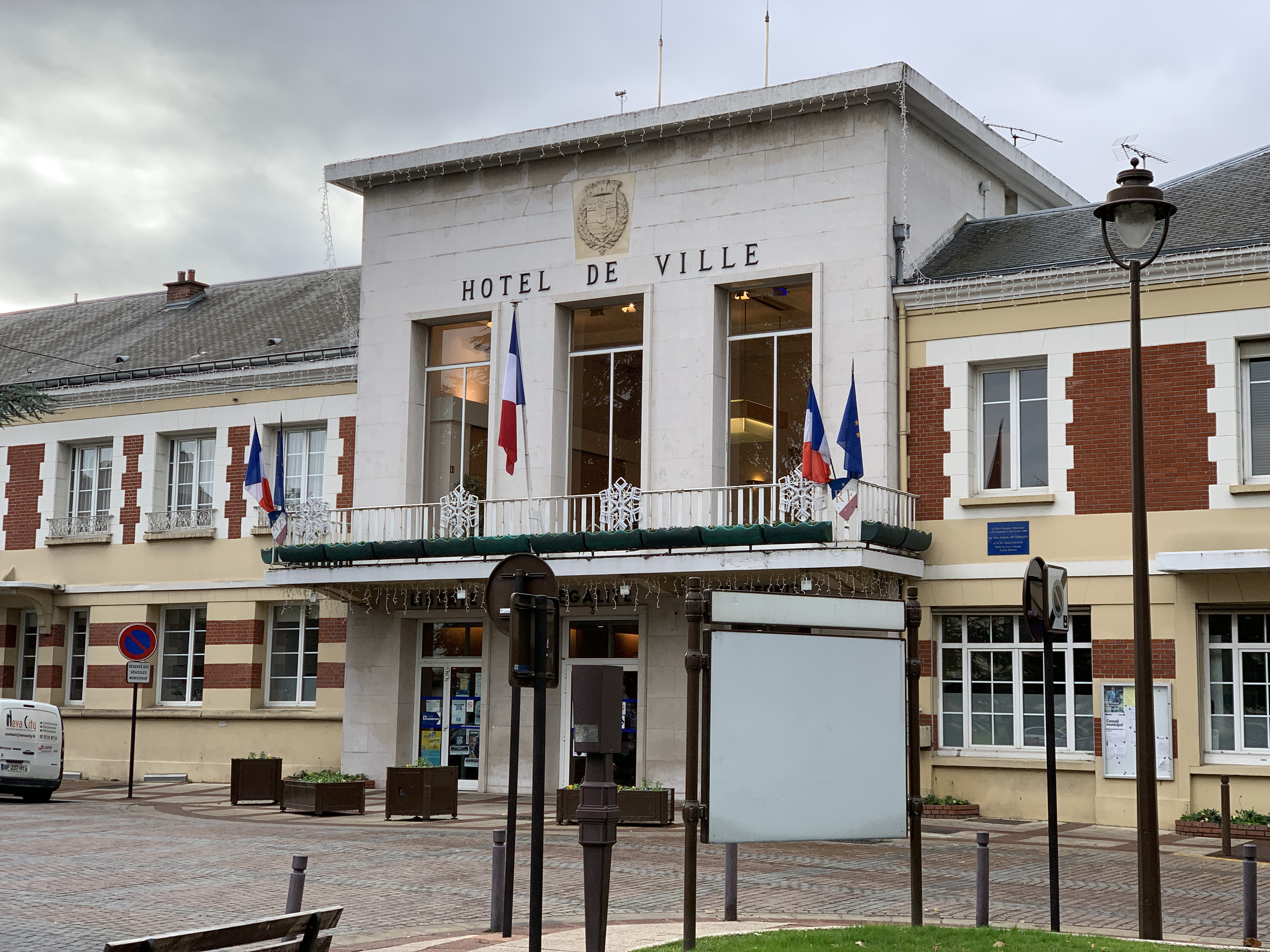
利夫里加尔冈市政厅

利夫里加尔冈的现任市长为皮埃尔-伊夫·马丁先生（Pierre-Yves Martin），他是共和党的一名成员，在2020年的市政选举中获得了61.12%的支持率。
在2017年的法国总统大选中，法国第25任总统埃马纽埃尔·马克龙在利夫里加尔冈获得了69.06%的支持率。

## 人口
2018年，利夫里加尔冈市镇人口数量为45,012，在法国排名第154位。其中男性21,160人，女性23,277人，75岁及以上人口占6.2%，外籍人口数量为10,313人，人口密度为6,099人/平方公里，当地居民被称为（男性）或（女性）。2019年，利夫里加尔冈境内出生804人，死亡人口294人。
| 年份   | 1936   | 1946   | 1954   | 1962   | 1968   | 1975   | 1982   | 1990   | 1999   | 2006   | 2011   | 2016   | 2018   |
| ------ | ------ | ------ | ------ | ------ | ------ | ------ | ------ | ------ | ------ | ------ | ------ | ------ | ------ |
| 人口數 | 20,970 | 20,698 | 25,322 | 29,679 | 32,063 | 32,917 | 32,778 | 35,387 | 37,288 | 41,556 | 42,036 | 44,466 | 45,012 |

## 经济
利夫里加尔冈是一个区域性的中心城市，当地共有各类用人单位5,934家，平均历史为11年，其中99.69%为中小型企业（PME）。（汽车销售）、（电器销售）及（建筑设备租售）是当地2019年营业额最高的三个企业，分别为41,754,682欧元、14,821,384欧元和11,707,955欧元。

## 财政收入
2019年，利夫里加尔冈的财政收入总额为59,905,300欧元，财政支出总额为55,770,200欧元，当年的债务总额为31,858,700欧元。2020年，利夫里加尔冈共获得5,450,658欧元的国家财政补助，比上一年增加了-0.08%。
2017年，利夫里加尔冈的人均月收入总额为2,256欧元，其中高级职员为3,585欧元，低于法国平均水平（4,214欧元）；中级职员为2,429欧元，高于法国平均水平（2,353欧元）；普通职员为1,762欧元，亦高于法国平均水平（1,690欧元）。
2017年，利夫里加尔冈境内的青壮年（15至64岁）失业率为12.6%，当地52.6%的家庭拥有纳税资格，平均纳税3,145欧元，低于法国平均水平（3,888欧元）。

## 社会事务

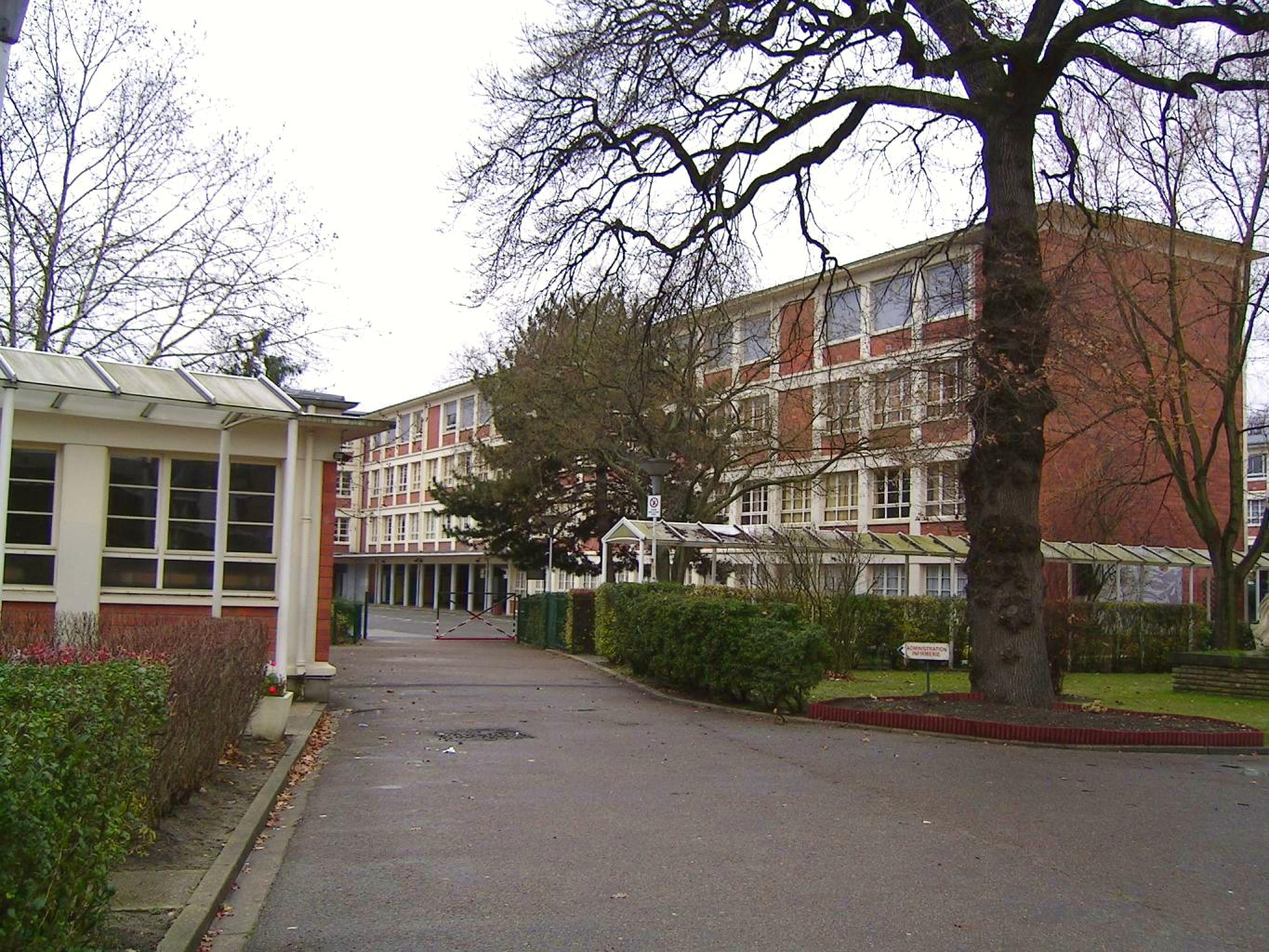
爱德华·埃里奥初级中学

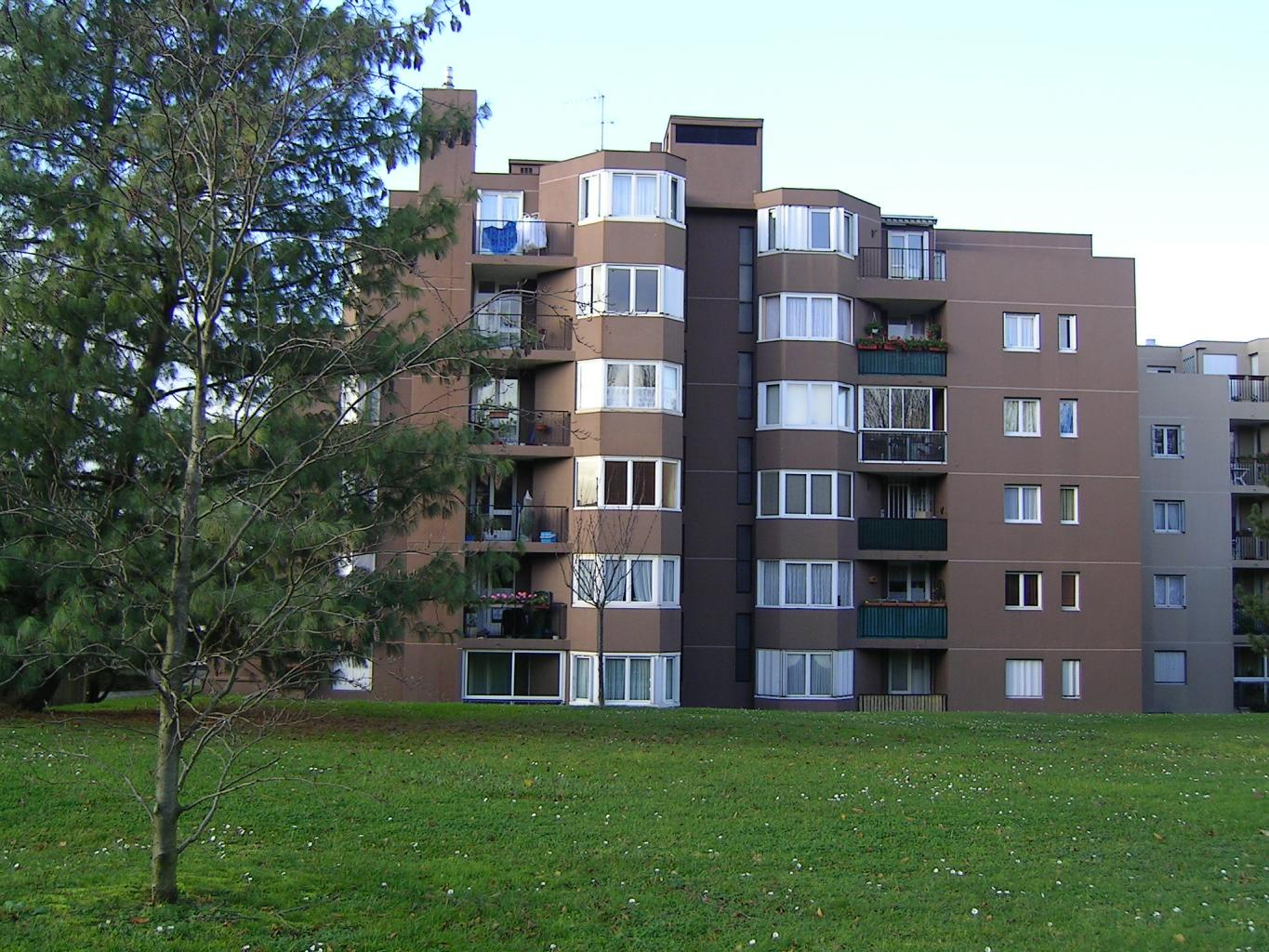
一处居民楼

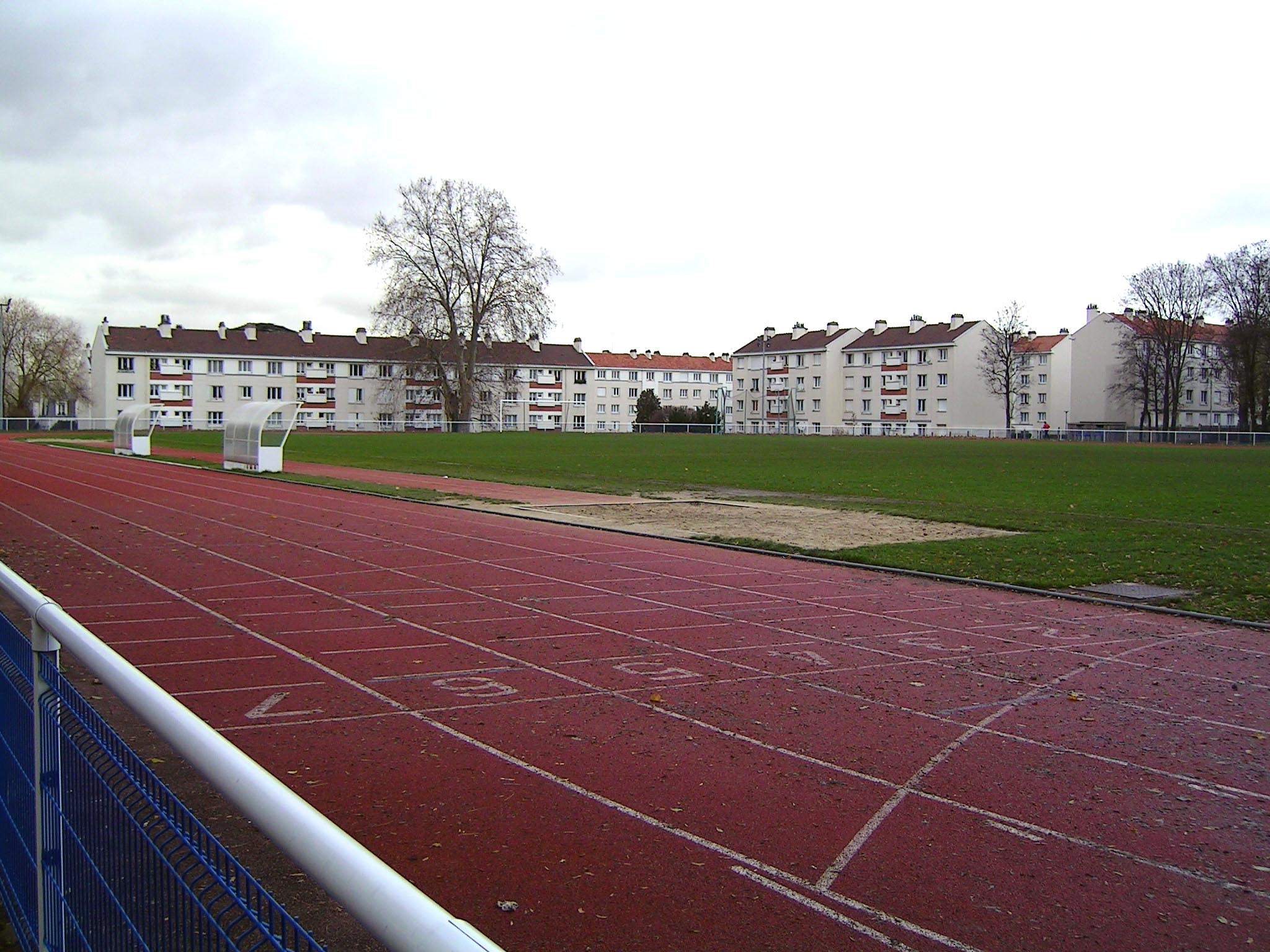
阿尔弗雷德·马塞尔体育场

### 教育
利夫里加尔冈属于克雷泰伊学区。截止2019年1月1日，利夫里加尔冈境内共有8所幼儿园、12所小学、4所初级中学、2所普通高中。2018至2019学年度，利夫里加尔冈境内共有在校中等教育阶段学生4,282名。

### 医疗
截止2019年1月1日，利夫里加尔冈境内共有全科医生31名、保健师18名、牙医11名、护士51名、耳科医生2名、眼科医生4名、皮肤科医生3名、助产士5名、儿科医生2名和妇科医生4名。境内共有药房12家、养老院3家、残疾人帮扶中心1家。
利夫里加尔冈是勒兰西-蒙费梅伊市际医疗集团的服务范围，后者是法国的一个区域性医疗机构，也是大巴黎东北部地区医疗集团的成员，其主病区位于蒙费梅伊境内，距离利夫里加尔冈市区大约3公里，设有床位427个，是当地规模最大的公立综合性医院。除此之外，利夫里加尔冈境内亦设有社区医疗站和一家私人医院。

### 住房
2017年，利夫里加尔冈境内共有各类住房19,352套，其中38.8%为独立式居民区，60.5%为集中式居民区。常住房屋占利夫里加尔冈市镇范围内居民建筑总量的93.7%。
在住房保障政策方面，2017年，利夫里加尔冈境内共有3,563户家庭获得了住房经济补助，受益人数占总人口数量的8.0%，其中3,197份为房租补助。

### 商业
2019年，利夫里加尔冈境内共有各类实体商铺1,265家，其中餐厅125家、大型超市12家、杂货店32家、面包房20家、肉铺10家、书店5家、装饰品店2家、银行门店11家、美容美发店55家、汽车维修店67家。市区东部建有一家利多超市。

### 体育
2019年，利夫里加尔冈境内共有1家游泳池、7间体育馆、1座综合体育场、6处网球场、2处足球或橄榄球场、3处篮球或排球场以及1处高尔夫球场。
截至2021年5月，利夫里加尔冈境内共有三支注册足球俱乐部，其中利夫里加尔冈足球俱乐部（Livry-Gargan F.C.）是当地的一支足球队，2021至2022赛季参加法兰西岛大区足球联赛。

### 环境
利夫里加尔冈的环境事务由其所属的公共社区负责。2019年，利夫里加尔冈境内共有1家污染企业。

### 治安
2014年，利夫里加尔冈及附近地区共发生各类案件4,106起，其中盗窃类案件2,735起，经济类案件249起，毒品交易类案件99起。

## 文化
2019年，利夫里加尔冈境内共有1家电影院、1家博物馆和1家音乐厅。利夫里加尔冈市政府提供多媒体中心，向公众全年开放。

### 建筑
利夫里加尔冈境内的建筑多建于20世纪后，其中加尔冈圣米歇尔教堂、利夫里圣母教堂等为当地的代表性建筑物。

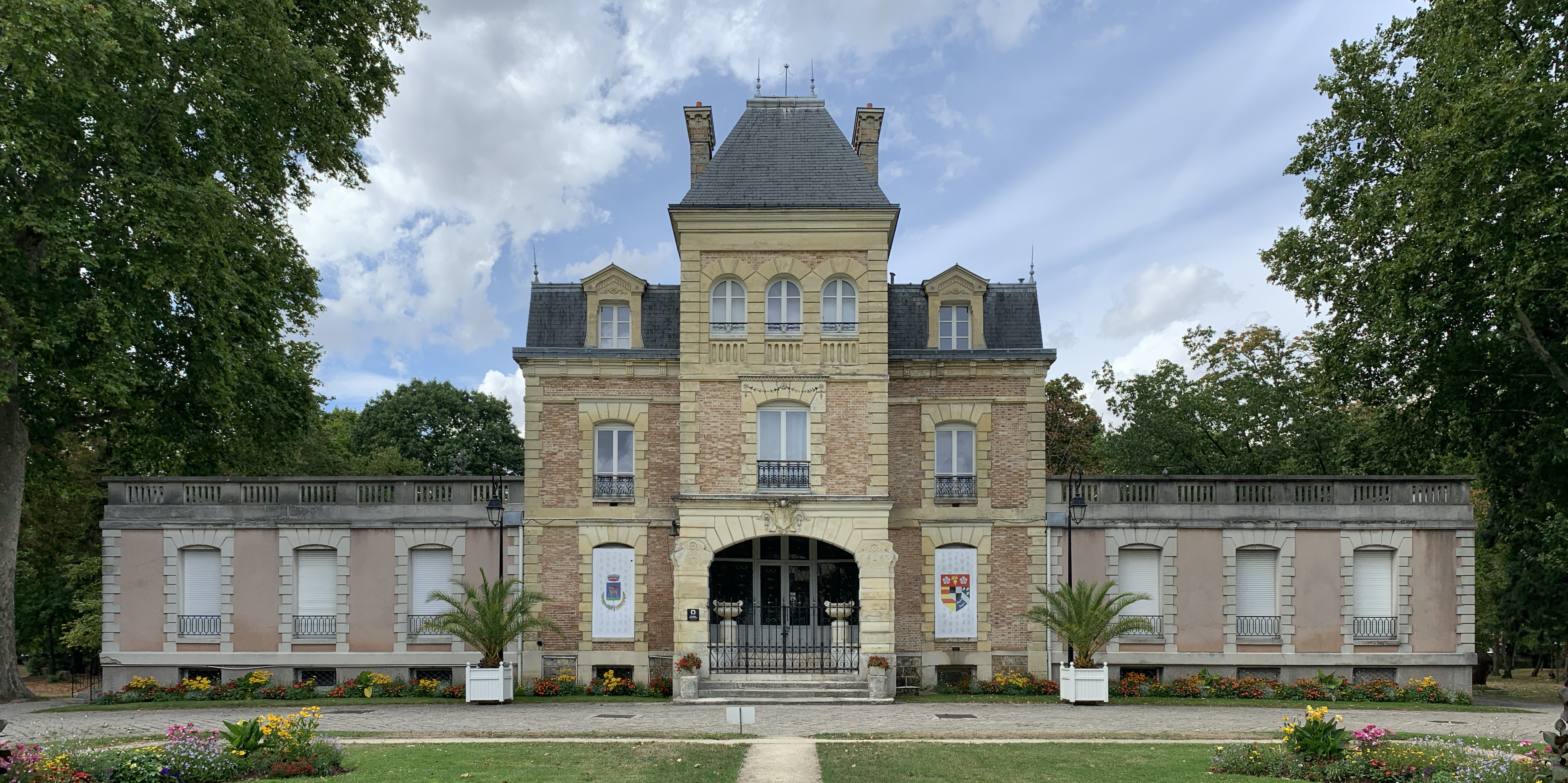
森林城堡
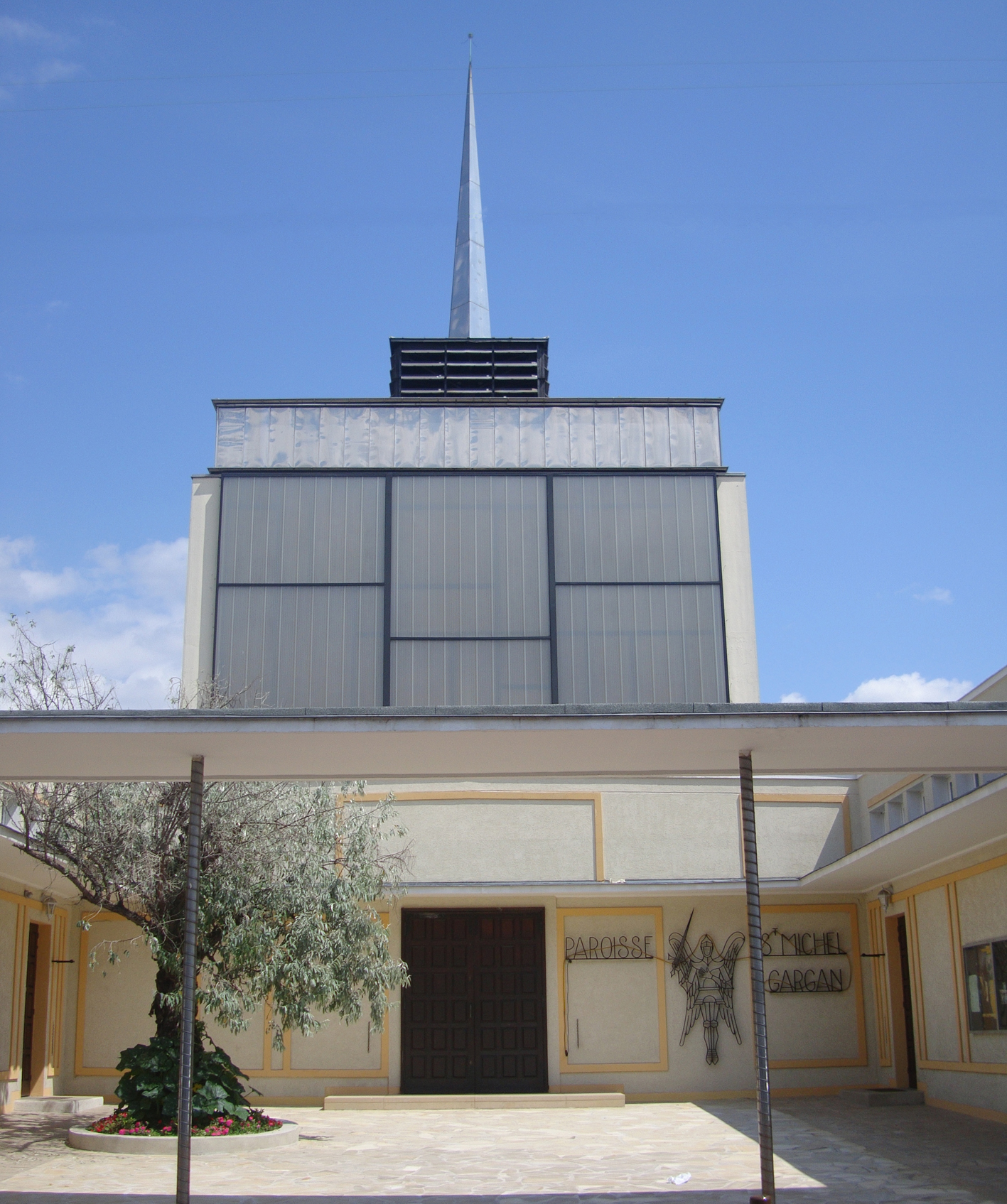
圣米歇尔交通
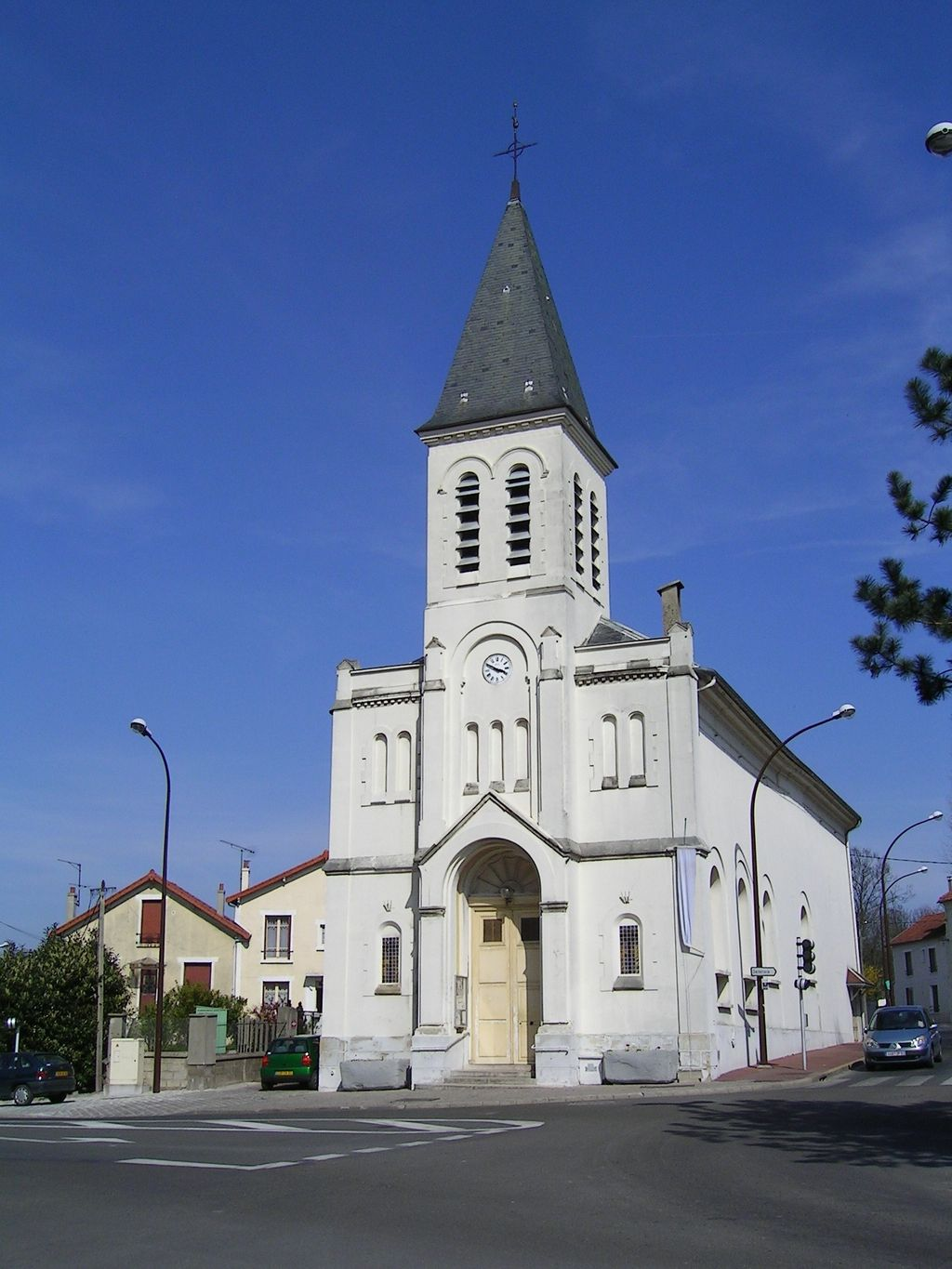
圣母教堂
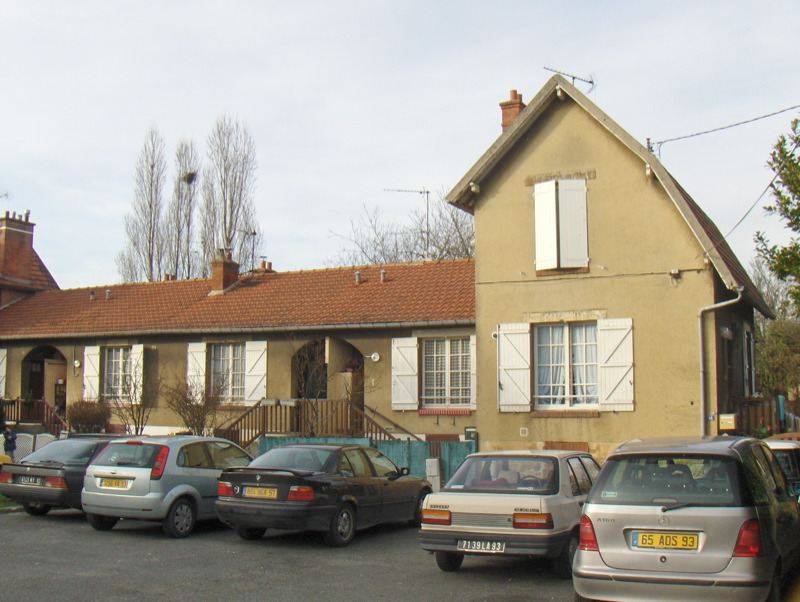
面粉厂旧址
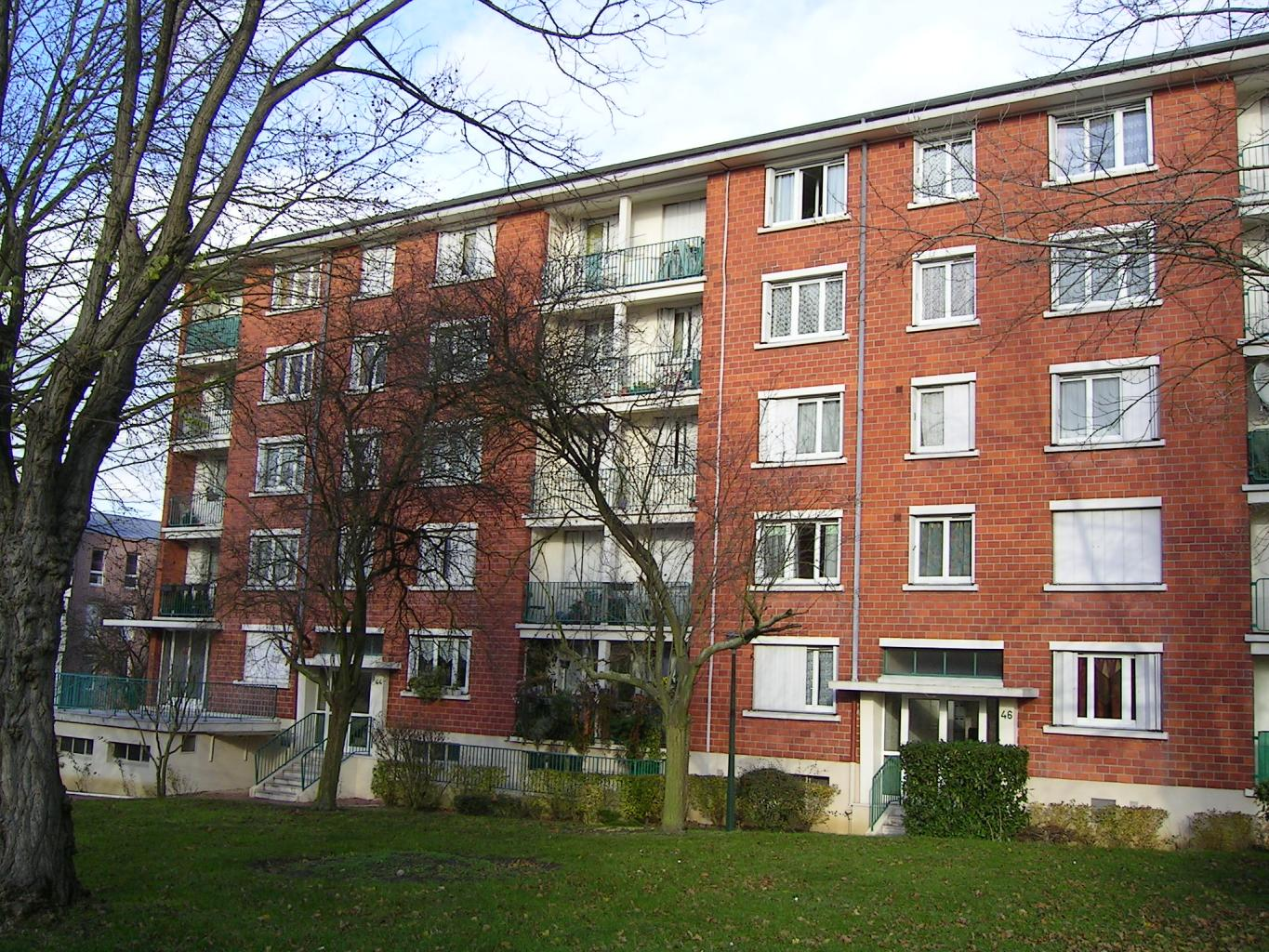
居民建筑

### 旅游
利夫里加尔冈的旅游事务由其所属的公共社区负责。2020年，利夫里加尔冈境内共有2家酒店共计74间房间。

### 媒体
法国主要的媒体均可在利夫里加尔冈接收，法国电视三台下属的法兰西岛大区频道在部分时段播出利夫里加尔冈所属区域的地方新闻。

## 友好城市
截至2021年5月，利夫里加尔冈共与四座城市互为友好城市关系：
- 西班牙 阿尔穆涅卡尔
- 義大利 切尔韦泰里
- 德国 菲斯滕费尔德布鲁克
- 英国 哈林蓋區